# Notoreas incompta
Notoreas incompta là một loài bướm đêm trong họ Geometridae.